# رائول لوئی
رائول لوئی (فرانسوی: Raoul Loé‎؛ زادهٔ ۳۱ ژانویهٔ ۱۹۸۹) بازیکن فوتبال اهل فرانسه است.
از باشگاه‌هایی که در آن بازی کرده‌است می‌توان به باشگاه ورزشی السیلیه و باشگاه فوتبال اوساسونا اشاره کرد.
وی همچنین در تیم ملی فوتبال کامرون بازی کرده‌است.